# Ion

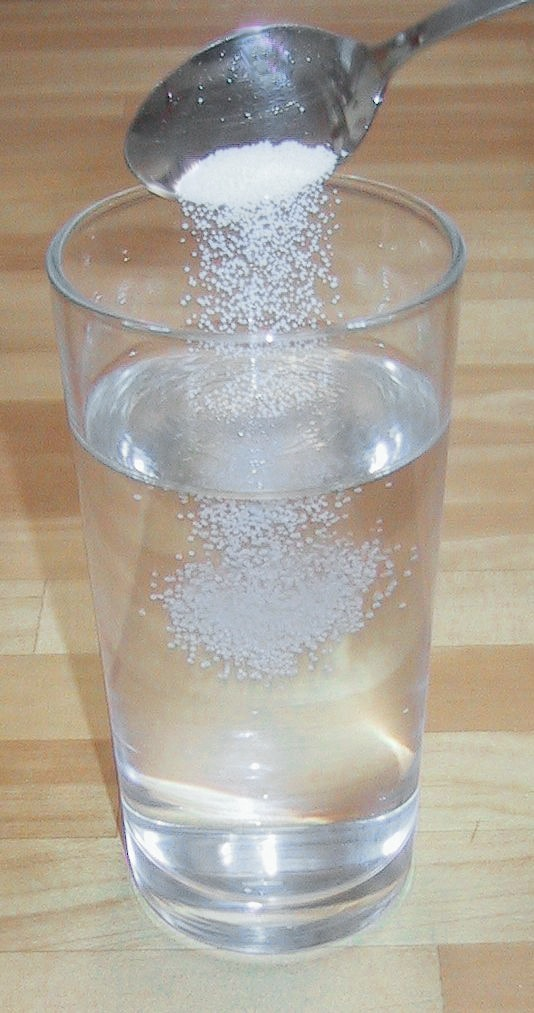
Solución de sal común en agua. El cloruro de sodio de la sal se disocia en dos iones: el catión sodio y el anión cloruro.

Ion amonio.

Un ion (tomado del inglés y este del griego ἰών [ion], «que va»; hasta 2010, también escrito ión en español) es una partícula cargada eléctricamente constituida por un átomo o molécula que no es eléctricamente neutro. Conceptualmente esto se puede entender como que, a partir de un estado neutro de un átomo o molécula, se han ganado o perdido electrones; este fenómeno se conoce como ionización. 
Cuando un átomo pierde o gana electrones, el resultado es un ion y tiene una carga eléctrica neutra. El electrón posee una carga negativa, entonces cuando se añade uno o más electrones a un átomo eléctricamente neutro, se forma un ion cargado negativamente. Al perder electrones se produce un ion cargado positivamente. El  número de protones no cambia cuando un átomo se convierte en un ion.
Los iones cargados negativamente, producidos por haber más electrones que protones, se conocen como aniones (que son atraídos por el ánodo) y los iones cargados positivamente, consecuencia de una pérdida de electrones, se conocen como cationes (los que son atraídos por el cátodo).
Anión y catión significan:
- Anión ("el que va hacia arriba") tiene carga eléctrica negativa.
- Catión ("el que va hacia abajo") tiene carga eléctrica positiva.

Unas definiciones más formales son: Un catión es una especie monoatómica o poliatómica que tiene una o más cargas elementales del protón. Un anión es una forma monoatómica o poliatómica y que tiene una o más cargas elementales del electrón.
Ánodo y cátodo utilizan el sufijo '-odo', del griego odos (-οδος), que significa camino o vía.
- Ánodo: ("camino ascendente de la corriente eléctrica")".[7] Es el lugar dónde se produce la reacción de oxidación, que provoca un aumento del estado de oxidación.
- Cátodo: ("camino descendente de la corriente eléctrica")". Es el lugar dónde se produce la reacción de reducción que provoca una disminución del estado de oxidación.

Un ion conformado por un solo átomo se denomina ion monoatómico, a diferencia de uno conformado por dos o más átomos, que se denomina ion poliatómico.

## Energía de ionización
La energía de ionización, también llamada potencial de ionización, es la energía que hay que suministrar a un átomo neutro, gaseoso y en estado fundamental, para arrancarle el electrón más débil retenido.
X + 1.ª energía de ionización → X+ + e-
La energía necesaria para arrancar un segundo electrón se llama segunda energía de ionización. Así puede deducirse el significado de la tercera energía de ionización y de las posteriores.
X+ + 2.ª energía de ionización → X2+ + e-
La energía de ionización se expresa en electrón-voltio, julios o en kilojulios por mol (kJ/mol).

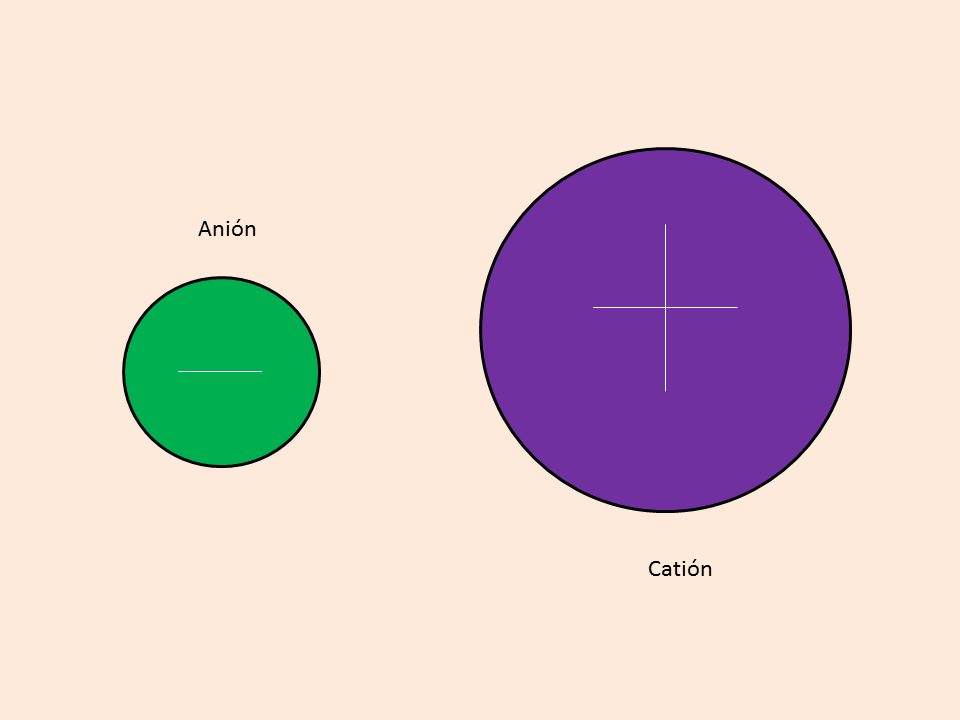
Diagrama del catión y el anión.

1 eV = 1,6.10−19 culombios × 1 voltio = 1,6.10−19 julios
En los elementos de una misma familia o grupo la energía de ionización disminuye a medida que aumenta el número atómico, es decir, de arriba abajo.
En los alcalinos, por ejemplo, el elemento de mayor potencial de ionización es el litio y el de menor el francio. Esto es fácil de explicar, ya que al descender en el grupo el último electrón se sitúa en orbitales cada vez más alejados del núcleo y, además, los electrones de las capas interiores ejercen un efecto de apantallamiento frente a la atracción nuclear sobre los electrones periféricos por lo que resulta más fácil extraerlos.
En los elementos de un mismo período, la energía de ionización crece a medida que aumenta el número atómico, es decir, de izquierda a derecha.
Esto se debe a que el electrón diferenciador está situado en el mismo nivel energético, mientras que la carga del núcleo aumenta, por lo que será mayor la fuerza de atracción y, por otro lado, el número de capas interiores no varía y el efecto de apantallamiento no aumenta.
Sin embargo, el aumento no es continuo, pues en el caso del berilio y el nitrógeno se obtienen valores más altos que lo que podía esperarse por comparación con los otros elementos del mismo período. Este aumento se debe a la estabilidad que presentan las configuraciones s2 y s2p3, respectivamente.
La energía de ionización más elevada corresponde a los gases nobles, ya que su configuración electrónica es la más estable, y por tanto habrá que proporcionar más energía para arrancar un electrón. Puedes deducir y razonar cuáles son los elementos que presentan los valores más elevados para la segunda y tercera energías de ionización.

## Clases de iones

### Aniones
En los iones negativos, aniones, cada electrón, del átomo originalmente cargado, está fuertemente retenido por la carga positiva del núcleo. Al contrario que los otros electrones del átomo, en los iones negativos, el electrón adicional no está vinculado al núcleo por fuerzas de Coulomb, lo está por la polarización del átomo neutro. Debido al corto rango de esta interacción, los iones negativos no presentan series de Rydberg. Un átomo de Rydberg es un átomo con uno o más electrones que tiene un número cuántico principal muy elevado.

### Cationes
Son átomos o moléculas que han ganado electrones. Los catión/cationes son iones positivos. Son especialmente frecuentes e importantes los que forman la mayor parte de los metales. Son átomos que han perdido electrones, lo que resulta en una carga eléctrica negativa neta.

### Otros iones
- Un dianión es una especie que tiene dos cargas negativas sobre ella.[13] Por ejemplo: el dianión del pentaleno es aromático.
- Un zwitterión es un ion con una carga neta igual a cero pero que presenta dos cargas aisladas sobre la misma especie, una positiva y otra negativa y, por lo tanto, es neutro.[14]
- Los radicales iónicos son iones que contienen un número irregular de electrones[15] y presentan una fuerte inestabilidad y reactividad.

### Plasma
Se denomina plasma a un fluido gaseoso de iones. Incluso, se puede hablar de plasma en muestras de gas corriente que contengan una proporción apreciable de partículas cargadas. Se puede considerar a un plasma como un nuevo estado de la materia, (aparte de los estados sólido, líquido y gaseoso), concretamente el cuarto estado de la materia, puesto que sus propiedades son muy distintas a los estados usuales. Los plasmas de los cuerpos estelares contienen, de manera predominante, una mezcla de electrones y protones, y se estima que su proporción es del 99,9 por ciento del universo visible.

## Algunas aplicaciones de los iones
Los iones son esenciales para la vida. Los iones sodio, potasio, calcio y otros juegan un papel importante en la biología celular de los organismos vivos, en particular en las membranas celulares. Hay multitud de aplicaciones basadas en el uso de iones y cada día se descubren más, desde detectores de humo hasta motores iónicos.
Los iones inorgánicos disueltos son un componente de los sólidos (sólidos totales disueltos) presentes en el agua e indican la calidad de esta.

## Iones frecuentes
| Nombre común          | Fórmula          | Nombre tradicional |
| Cationes simples      | Cationes simples | Cationes simples   |
| --------------------- | ---------------- | ------------------ |
| Aluminio              | Al3+             | Aluminio           |
| Bario                 | Ba2+             | Bario              |
| Cesio                 | Cs+              | Cesio              |
| Calcio                | Ca2+             | Calcio             |
| Cromo (II)            | Cr2+             | Cromoso            |
| Cromo (III)           | Cr3+             | Crómico            |
| Cromo (VI)            | Cr6+             | Percrómico         |
| Cobalto (II)          | Co2+             | Cobaltoso          |
| Cobalto (III)         | Co3+             | Cobáltico          |
| Cobre (I)             | Cu+              | Cuproso            |
| Cobre (II)            | Cu2+             | Cúprico            |
| Galio                 | Ga3+             | Galio              |
| Helio                 | He2+             | (partícula α)      |
| Hidrógeno             | H+               | Hidrón             |
| Hierro (II)           | Fe2+             | Ferroso            |
| Hierro (III)          | Fe3+             | Férrico            |
| Plomo (II)            | Pb2+             | Plumboso           |
| Plomo (IV)            | Pb4+             | Plúmbico           |
| Litio                 | Li+              | Litio              |
| Magnesio              | Mg2+             | Magnesio           |
| Manganeso (II)        | Mn2+             | Hipomanganoso      |
| Manganeso (III)       | Mn3+             | Manganoso          |
| Manganeso (IV)        | Mn4+             | Mangánico          |
| Manganeso (VII)       | Mn7+             | Permangánico       |
| Mercurio (II)         | Hg2+             | Mercúrico          |
| Níquel (II)           | Ni2+             | Niqueloso          |
| Níquel (III)          | Ni3+             | Niquélico          |
| Potasio               | K+               | Potasio            |
| Plata                 | Ag+              | Argéntico          |
| Sodio                 | Na+              | Sodio              |
| Estroncio             | Sr2+             | Estroncio          |
| Estaño (II)           | Sn2+             | Estanoso           |
| Estaño (IV)           | Sn4+             | Estánico           |
| Zinc                  | Zn2+             | Zinc               |
| Cationes poliatómicos |                  |                    |
| Amonio                | NH4+             |                    |
| Hidronio u Oxonio     | H3O+             |                    |
| Nitronio              | NO2+             |                    |
| Mercurio (I)          | Hg22+            | Mercurioso         |

| Nombre formal               | Fórmula         | Nombre alternativo |
| Aniones simples             | Aniones simples | Aniones simples    |
| --------------------------- | --------------- | ------------------ |
| Arseniuro                   | As3−            |                    |
| Azida                       | N3−             |                    |
| Bromuro                     | Br−             |                    |
| Carburo                     | C4−             |                    |
| Cloruro                     | Cl−             |                    |
| Fluoruro                    | F−              |                    |
| Fosfuro                     | P3−             |                    |
| Hidruro                     | H−              |                    |
| Nitruro                     | N3−             |                    |
| Óxido                       | O2−             |                    |
| Peróxido                    | O22−            |                    |
| Sulfuro                     | S2−             |                    |
| Yoduro                      | I−              |                    |
| Oxoaniones                  |                 |                    |
| Arseniato                   | AsO43−          |                    |
| Arsenito                    | AsO33−          |                    |
| Borato                      | BO33−           |                    |
| Bromato                     | BrO3−           |                    |
| Hipobromito                 | BrO−            |                    |
| Carbonato                   | CO32−           |                    |
| Hidrógenocarbonato          | HCO3−           | Bicarbonato        |
| Clorato                     | ClO3−           |                    |
| Perclorato                  | ClO4−           |                    |
| Clorito                     | ClO2−           |                    |
| Hipoclorito                 | ClO−            |                    |
| Cromato                     | CrO42−          |                    |
| Dicromato                   | Cr2O72−         |                    |
| Yodato                      | IO3−            |                    |
| Nitrato                     | NO3−            |                    |
| Nitrito                     | NO2−            |                    |
| Fosfato                     | PO43−           |                    |
| Hidrógenofosfato            | HPO42−          |                    |
| Dihidrógenofosfato          | H2PO4−          |                    |
| Permanganato                | MnO4−           |                    |
| Fosfito                     | PO33−           |                    |
| Sulfato                     | SO42−           |                    |
| Tiosulfato                  | S2O32−          |                    |
| Hidrógenosulfato            | HSO4−           | Bisulfato          |
| Sulfito                     | SO32−           |                    |
| Hidrógenosulfito            | HSO3−           | Bisulfito          |
| Silicato                    | SiO4−4          |                    |
| Aniones de ácidos orgánicos |                 |                    |
| Acetato                     | C2H3O2−         |                    |
| Formiato                    | HCO2−           |                    |
| Oxalato                     | C2O42−          |                    |
| Hidrógenoxalato             | HC2O4−          | Bioxalato          |
| Otros aniones               |                 |                    |
| Hidrógenosulfuro            | HS−             | Bisulfuro          |
| Telururo                    | Te2−            |                    |
| Amiduro                     | NH2−            |                    |
| Cianato                     | OCN−            |                    |
| Tiocianato                  | SCN−            |                    |
| Cianuro                     | CN−             |                    |
| Hidróxido                   | OH−             |                    |